# Errantia
Polychètes errants
Sous-classe
Les Errantia (communément appelés Polychètes errants) sont l'une des deux sous-classes de vers de la classe des Polychètes. L'autre sous-classe est constituée de vers sessiles, les Sedentaria. 

## Caractéristiques
Ce sont des vers mobiles, pourvus d'appendices de locomotion (parapodes) et d'une tête différenciée (le plus souvent munie d'yeux et de dents). 
Ces vers sont tous aquatiques, et la grande majorité marins (et éventuellement estuariens). On en trouve dans tous les bassins océaniques du globe, et à toutes les profondeurs (de la surface à plus de 7 000 mètres de profondeur).
La reproduction des polychètes est bisexuée (à sexes séparés, mais sans dimorphisme sexuel), hormis pour quelques exceptions (par exemple chez Platynereis dumerilii ou Hesione sicula). Lors de la reproduction le corps s'allonge puis éclate (phénomène d'« épitoquie »), laissant s'échapper les gamètes dans le milieu.

## Liste des ordres et familles
Selon World Register of Marine Species (20 octobre 2014) :
- ordre Amphinomida

Nereis succinea

  - famille Amphinomidae Lamarck, 1818
  - famille Euphrosinidae Williams, 1852
- ordre Eunicida
  - famille Dorvilleidae Chamberlin, 1919
  - famille Eunicidae Berthold, 1827
  - famille Hartmaniellidae Imajima, 1977
  - famille Lumbrineridae Schmarda, 1861
  - famille Oenonidae Kinberg, 1865
  - famille Onuphidae Kinberg, 1865
- ordre Phyllodocida
  - sous-ordre Aphroditiformia
    - famille Acoetidae Kinberg, 1856
    - famille Aphroditidae Malmgren, 1867
    - famille Eulepethidae Chamberlin, 1919
    - famille Iphionidae Kinberg, 1856
    - famille Pholoidae Kinberg, 1858
    - famille Polynoidae Kinberg, 1856
    - famille Sigalionidae Malmgren, 1867

  - sous-ordre Glyceriformia
    - famille Glyceridae Grube, 1850
    - famille Goniadidae Kinberg, 1866
    - famille Lacydoniidae Bergström, 1914
    - famille Paralacydoniidae Pettibone, 1963

  - sous-ordre Nereidiformia
    - famille Antonbruunidae Fauchald, 1977
    - famille Chrysopetalidae Ehlers, 1864
    - famille Hesionidae Grube, 1850
    - famille Nereididae Blainville, 1818
    - famille Pilargidae de Saint-Joseph, 1899
    - famille Syllidae Grube, 1850

  - sous-ordre Phyllodociformia
    - famille Alciopidae Ehlers, 1864
    - famille Lopadorrhynchidae Claparède, 1870
    - famille Phyllodocidae Örsted, 1843
    - famille Pontodoridae Bergström, 1914

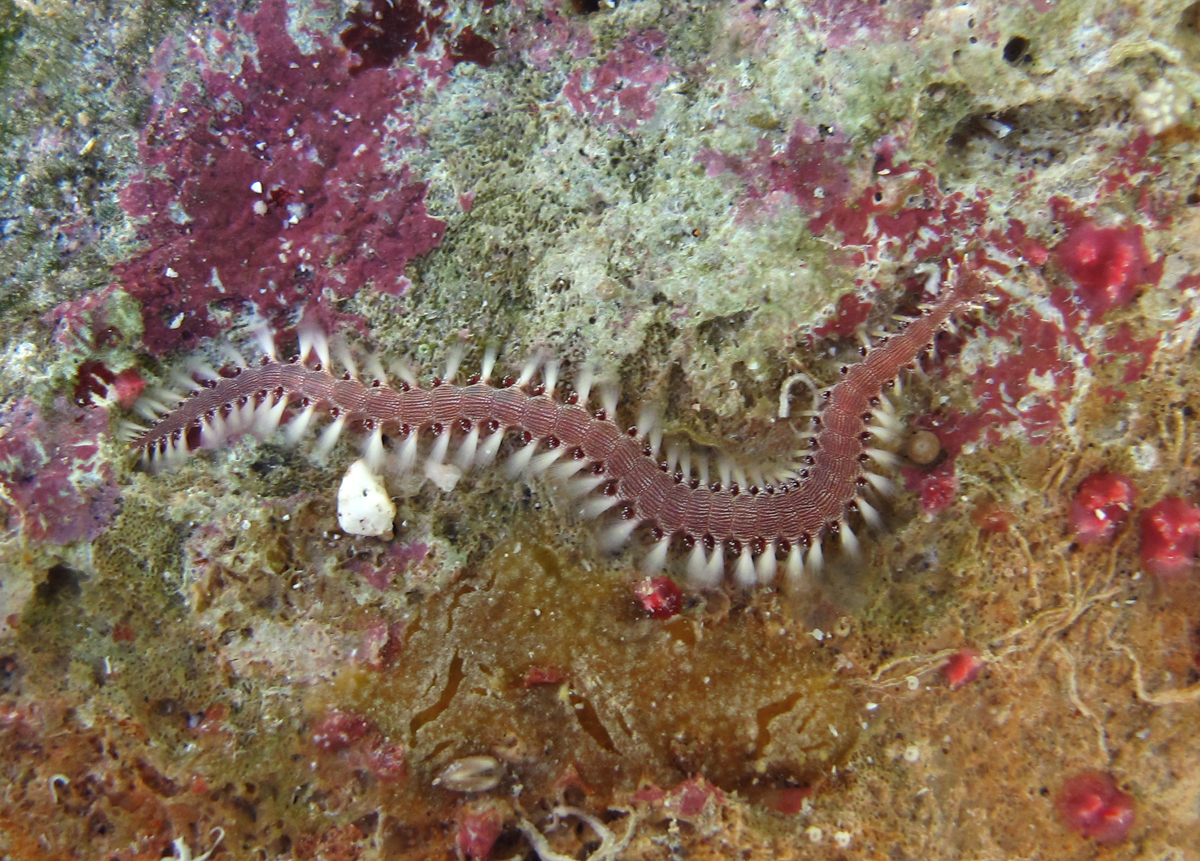
Pherecardia striata, un Amphinomidae.
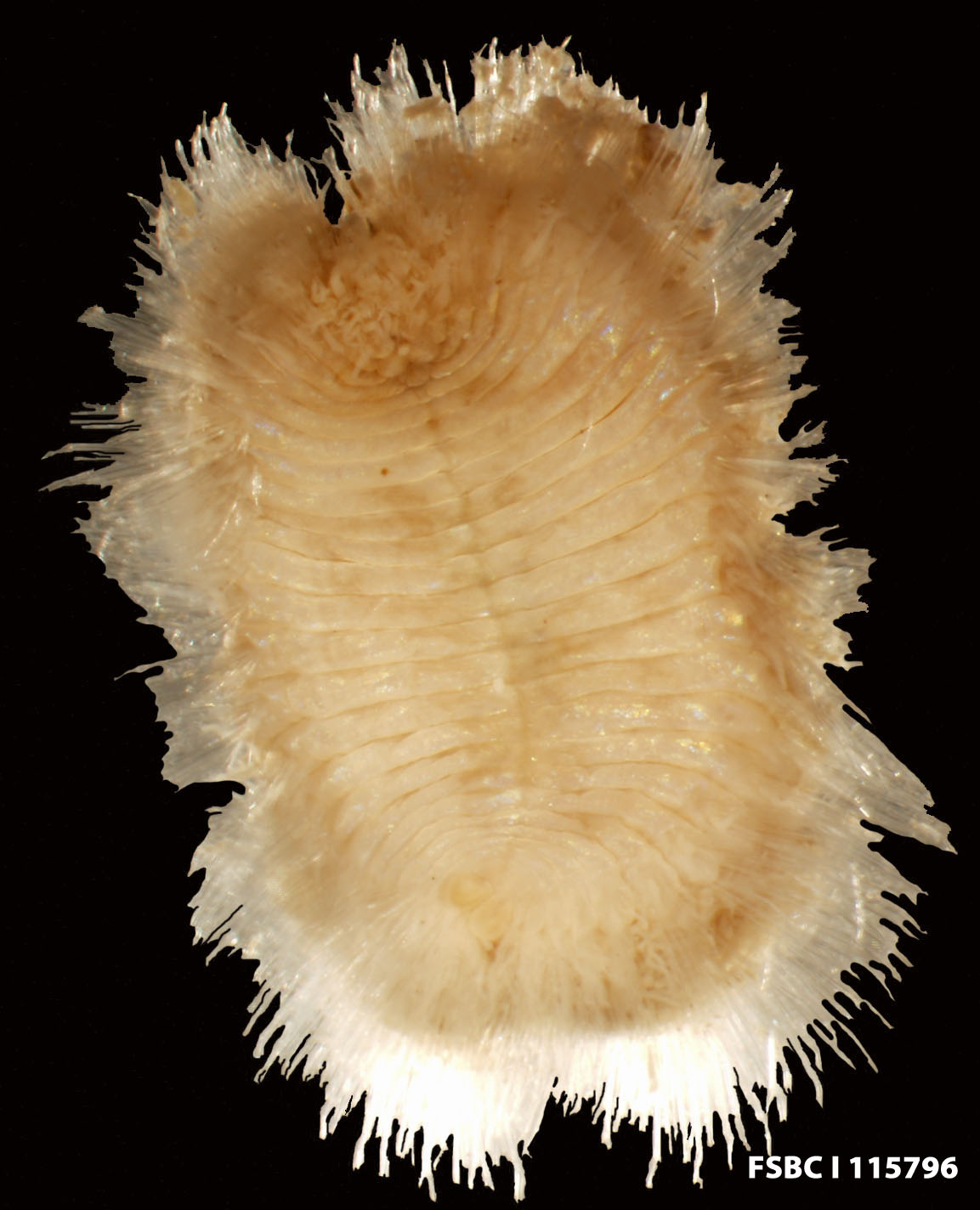
Euphrosine triloba, un Euphrosinidae.
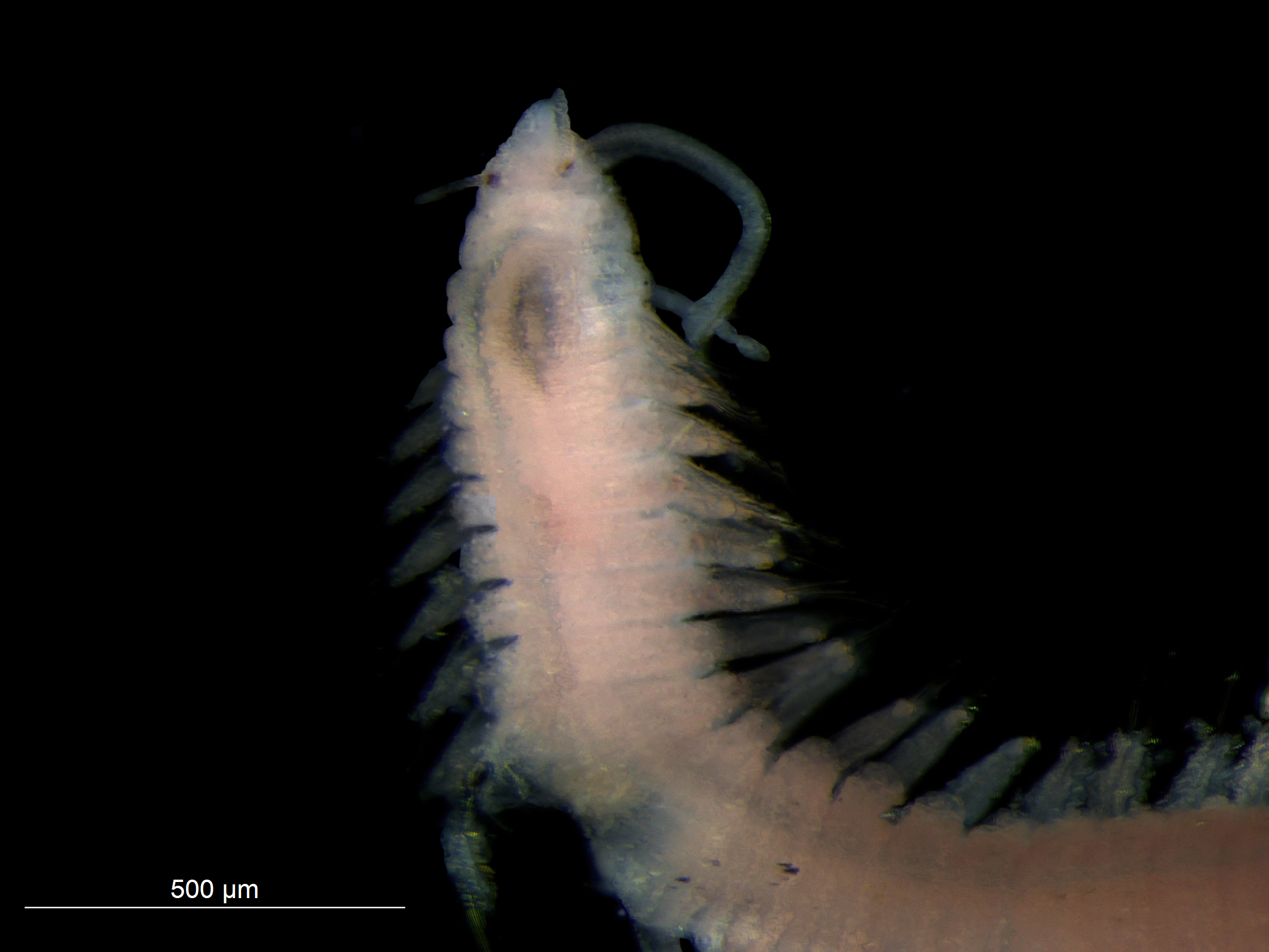
Protodorvillea kefersteini (Dorvilleidae).
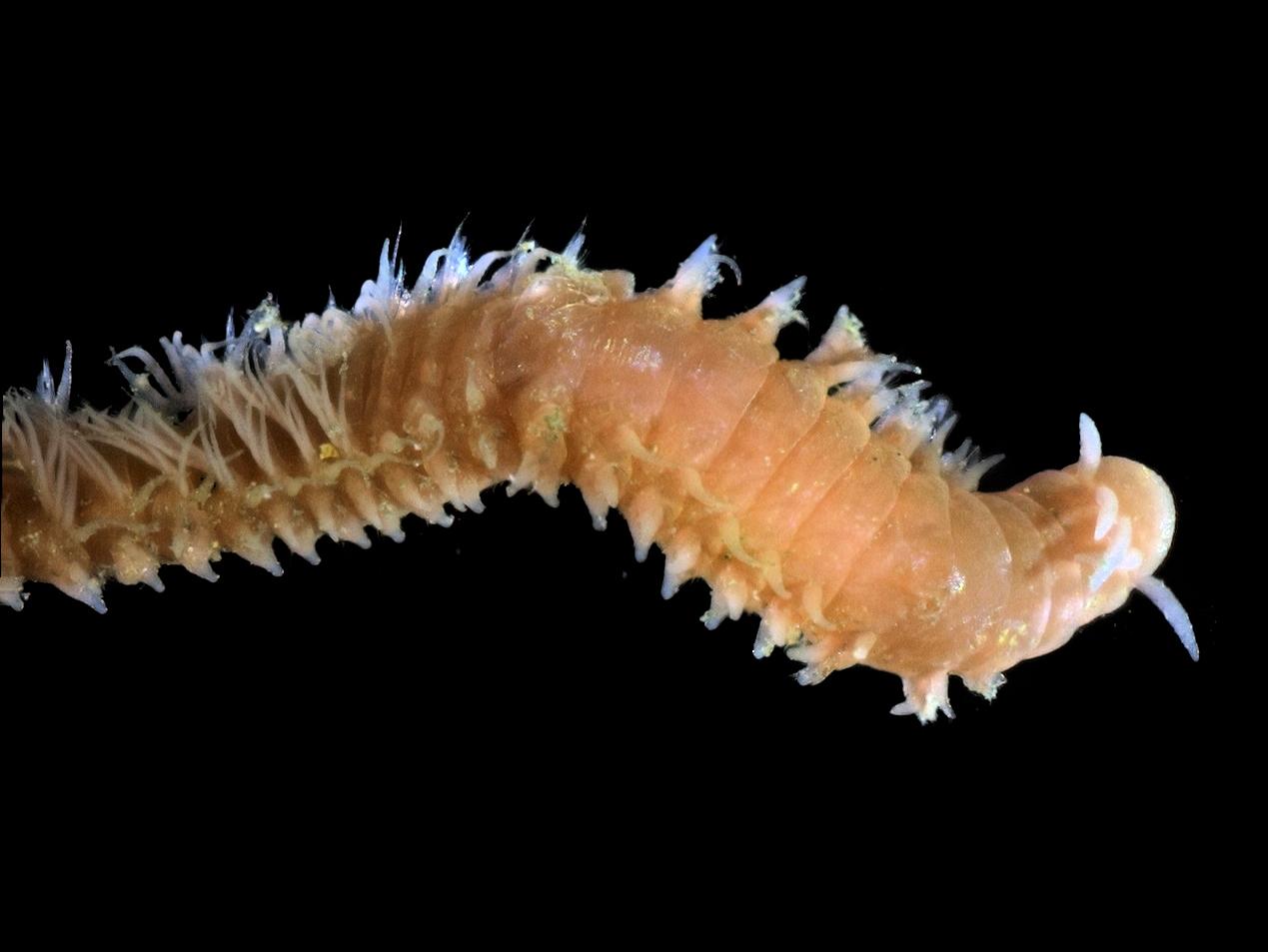
Marphysa sanguinea (Eunicidae).
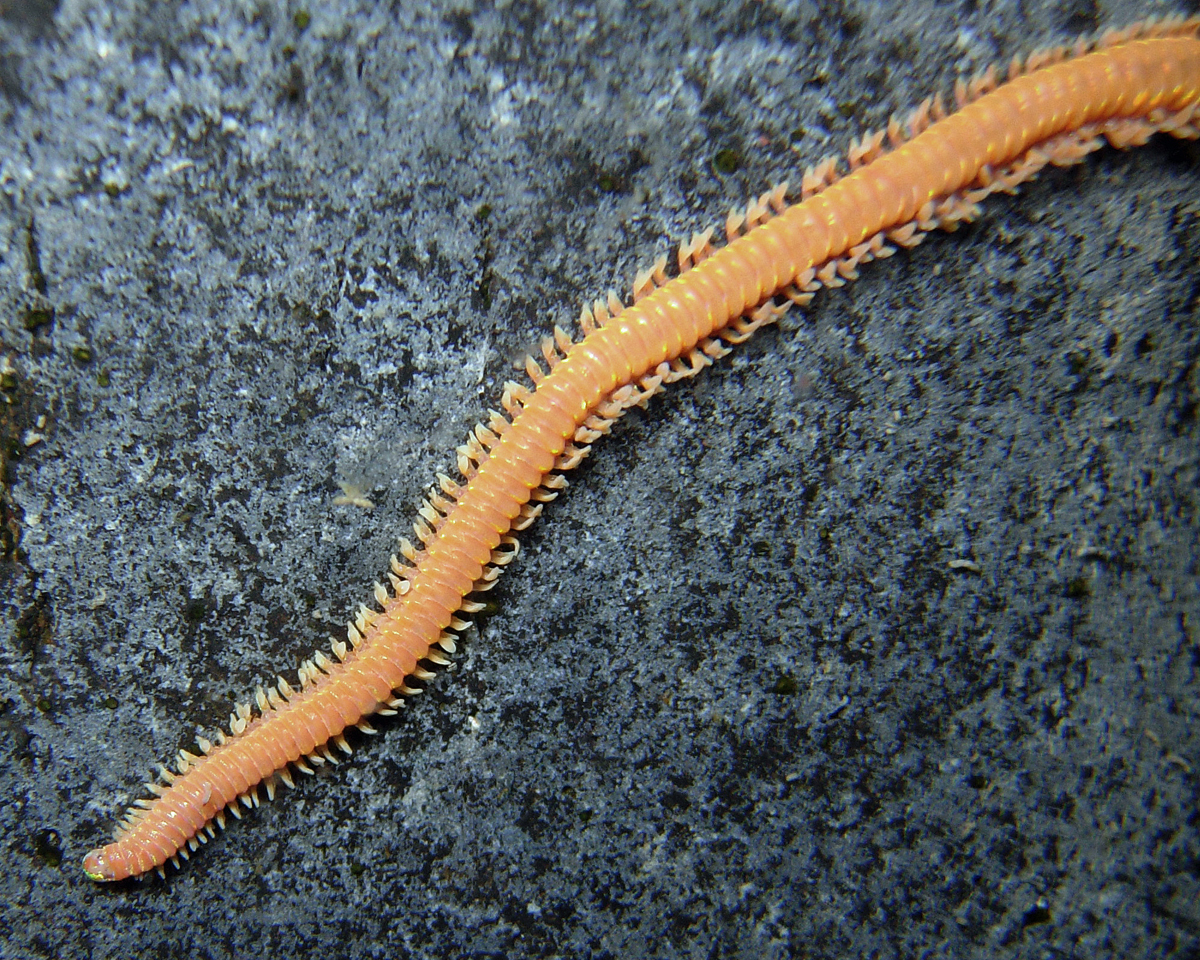
Oenone fulgida, un Oenonidae.
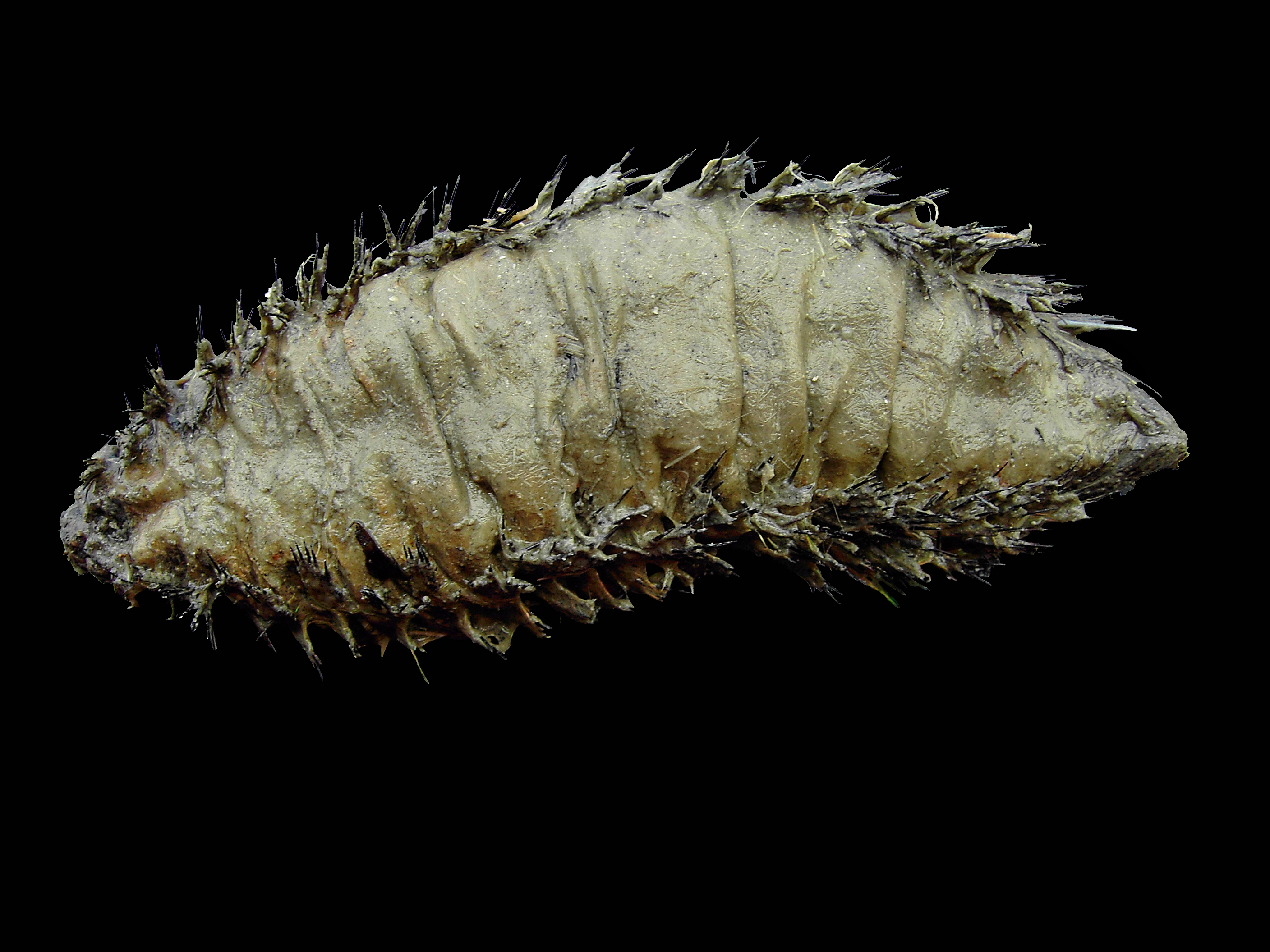
Aphrodita aculeata, un Aphroditidae.
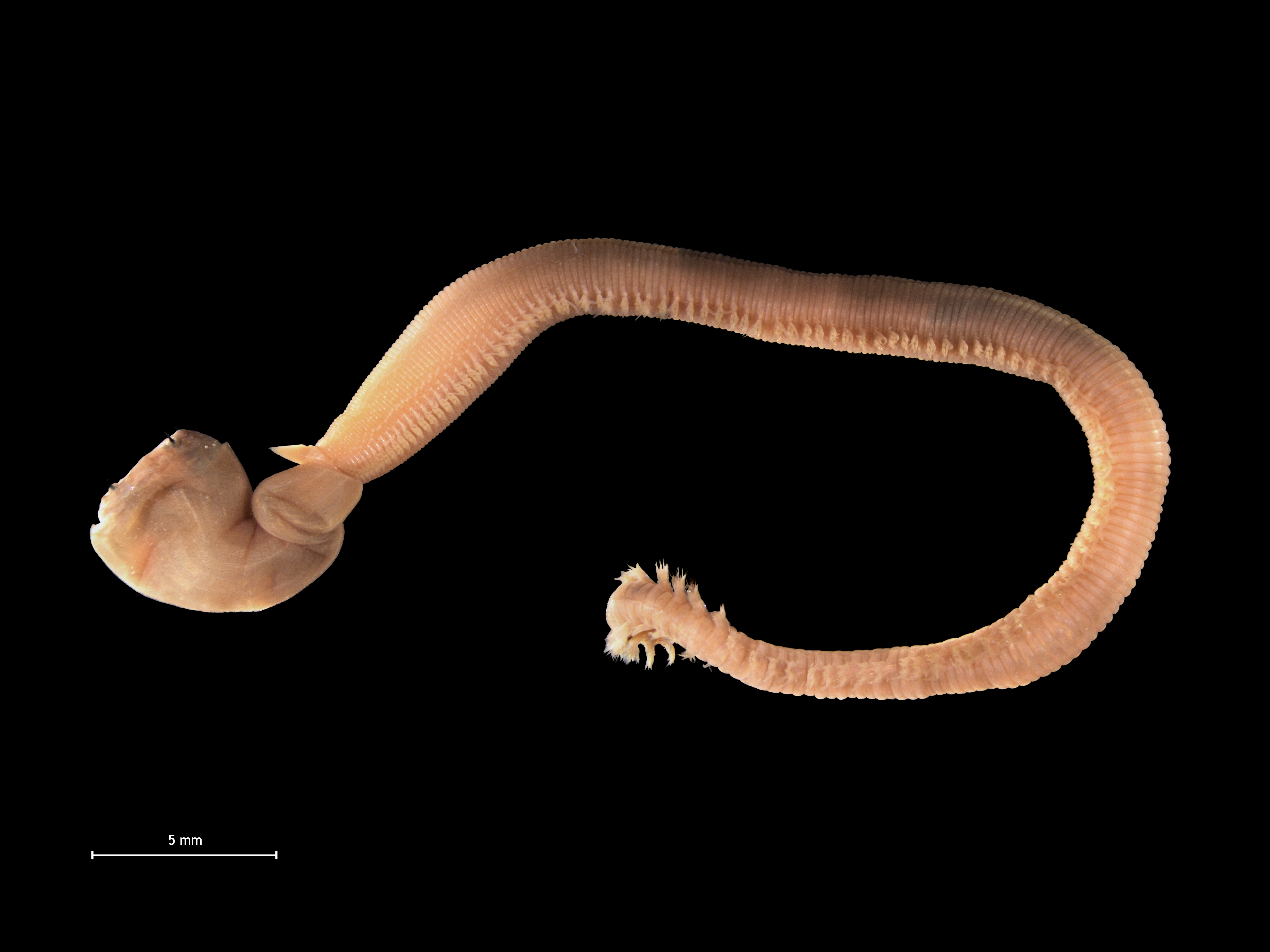
Glycera alba, un Glyceridae.
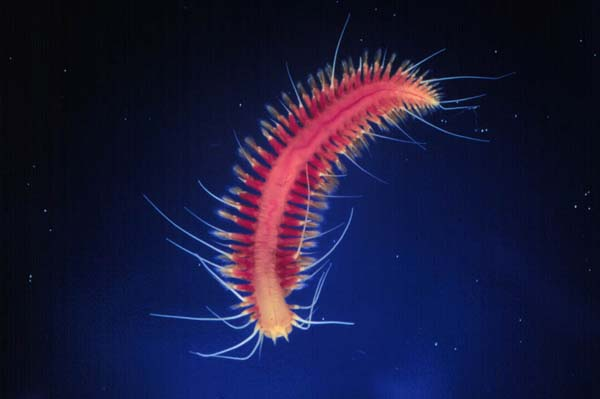
Hesiocaeca methanicola, un Hesionidae.
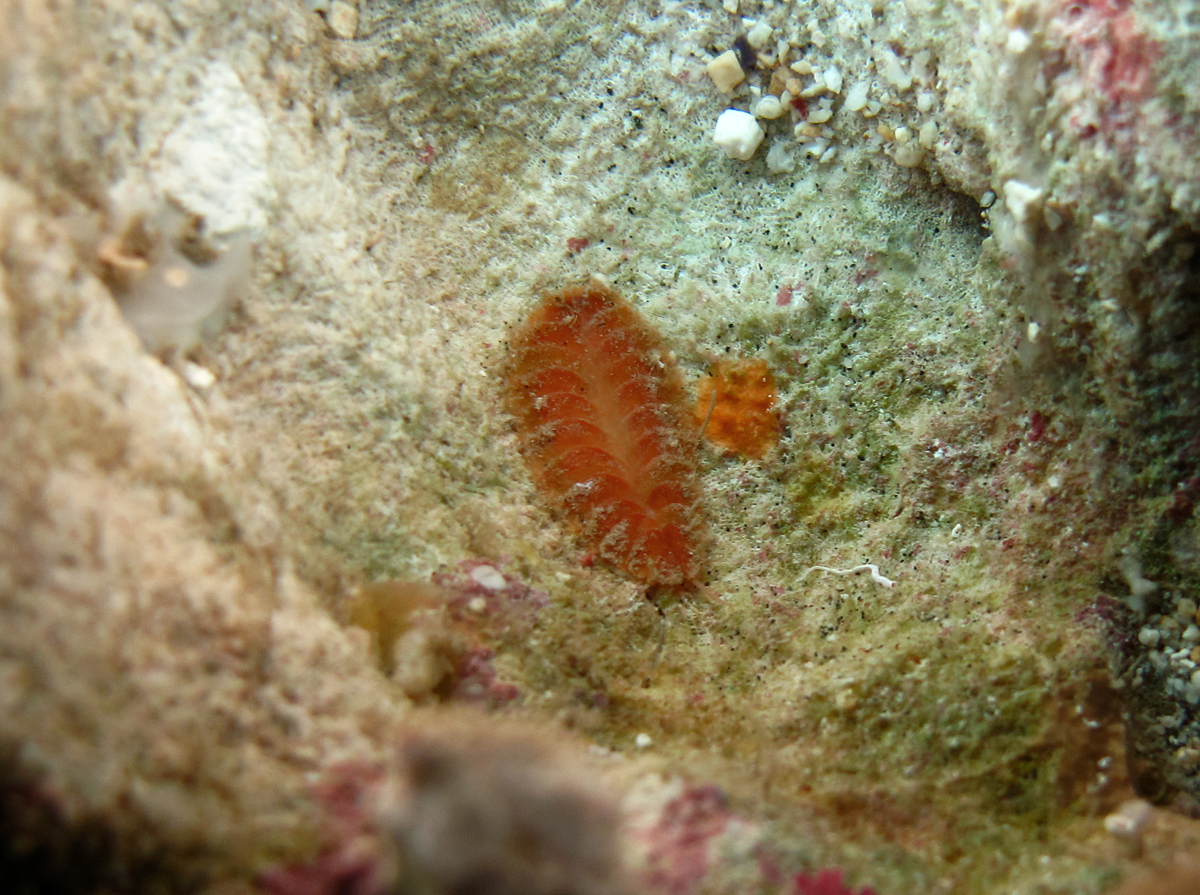
un Iphionidae.
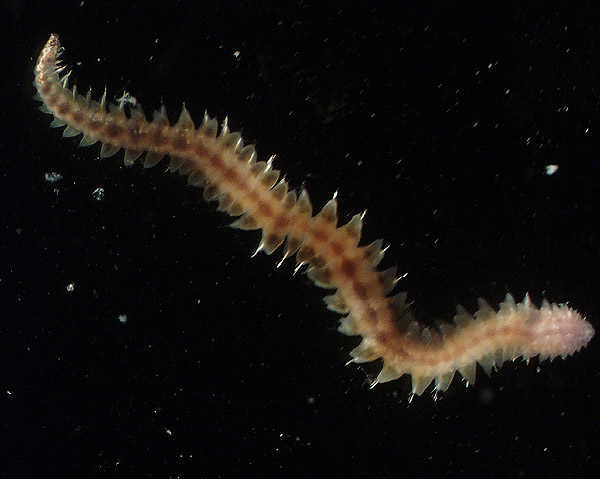
Vesicomyicola trifurcatus, un Nautiliniellidae.
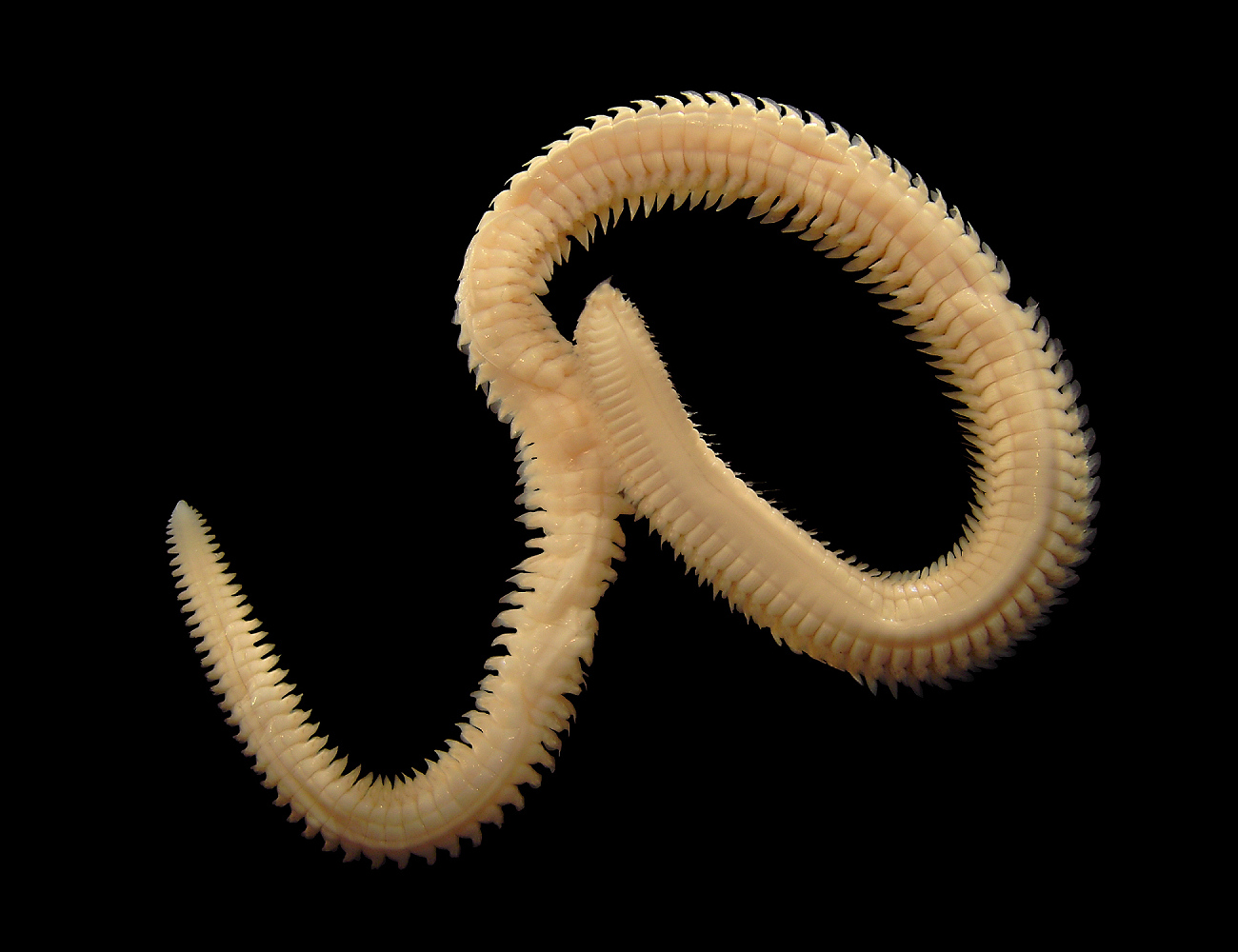
Nephtys hombergii, un Nephtyidae.
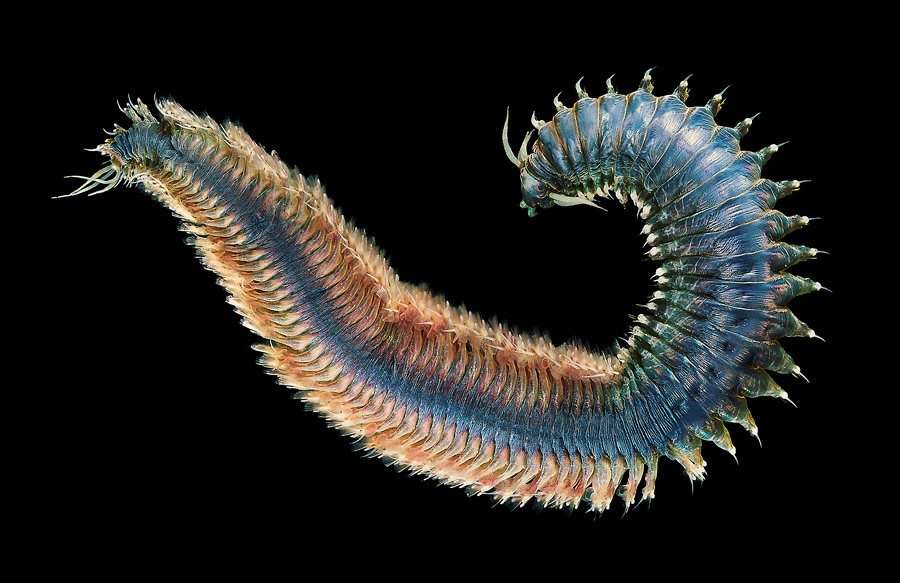
Nereis pelagica, un Nereididae.
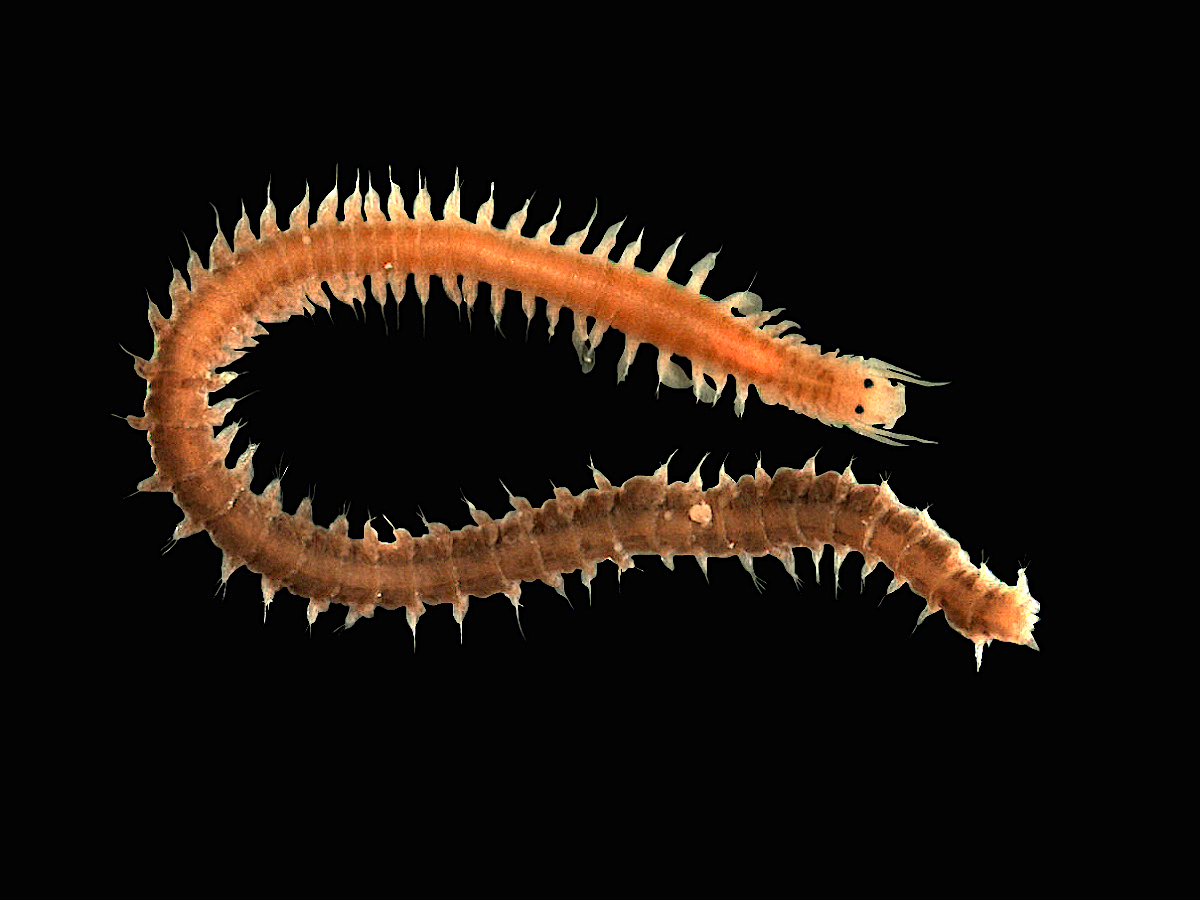
Phyllodoce rosea, un Phyllodocidae.
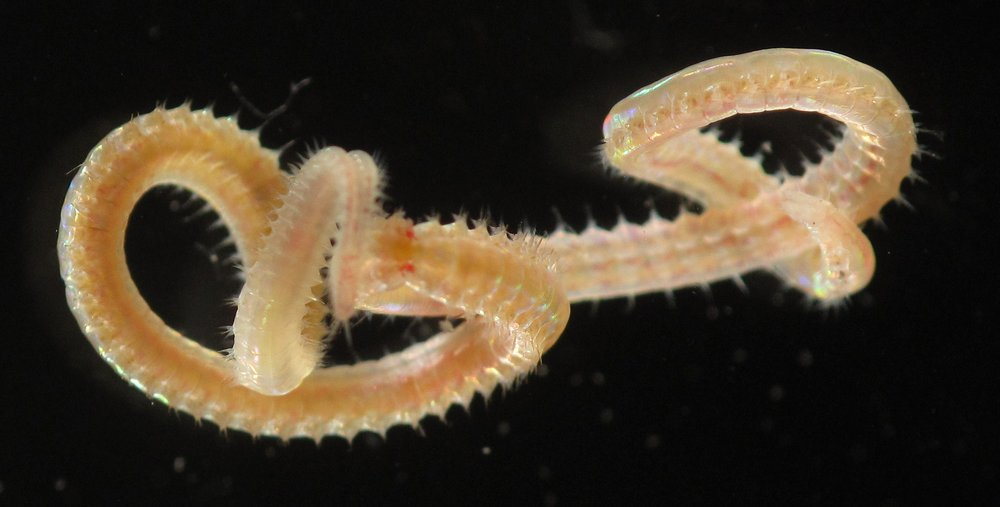
Synelmis sp., un Pilargidae.
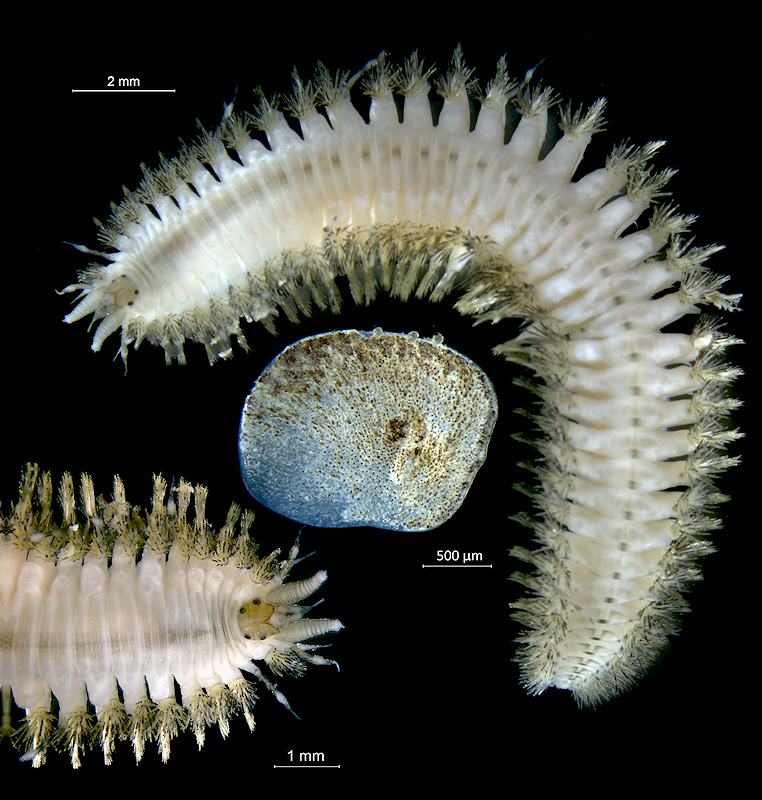
Lepidonotus squamatus, un Polynoidae.
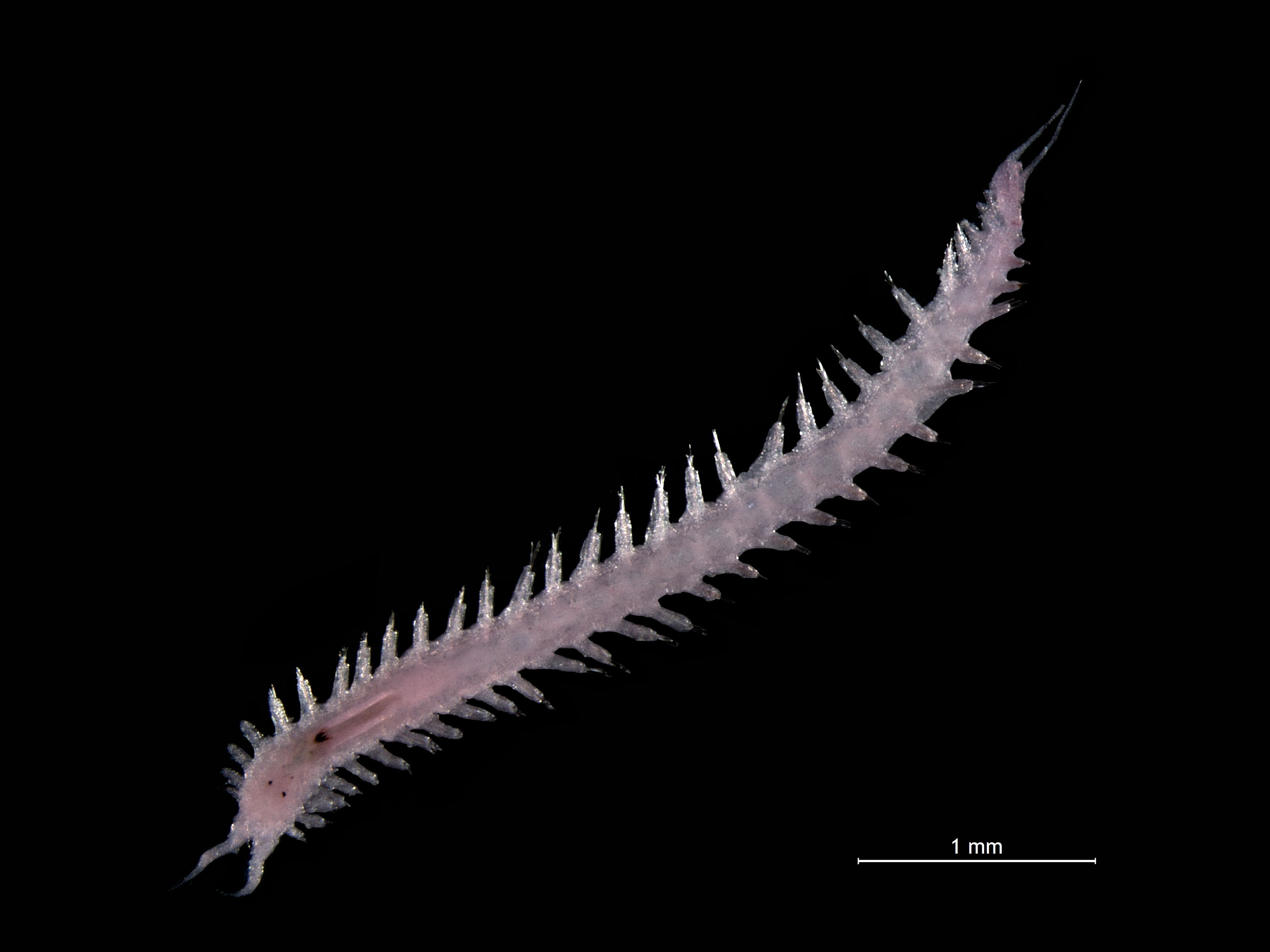
Pisione remota, un Sigalionidae.
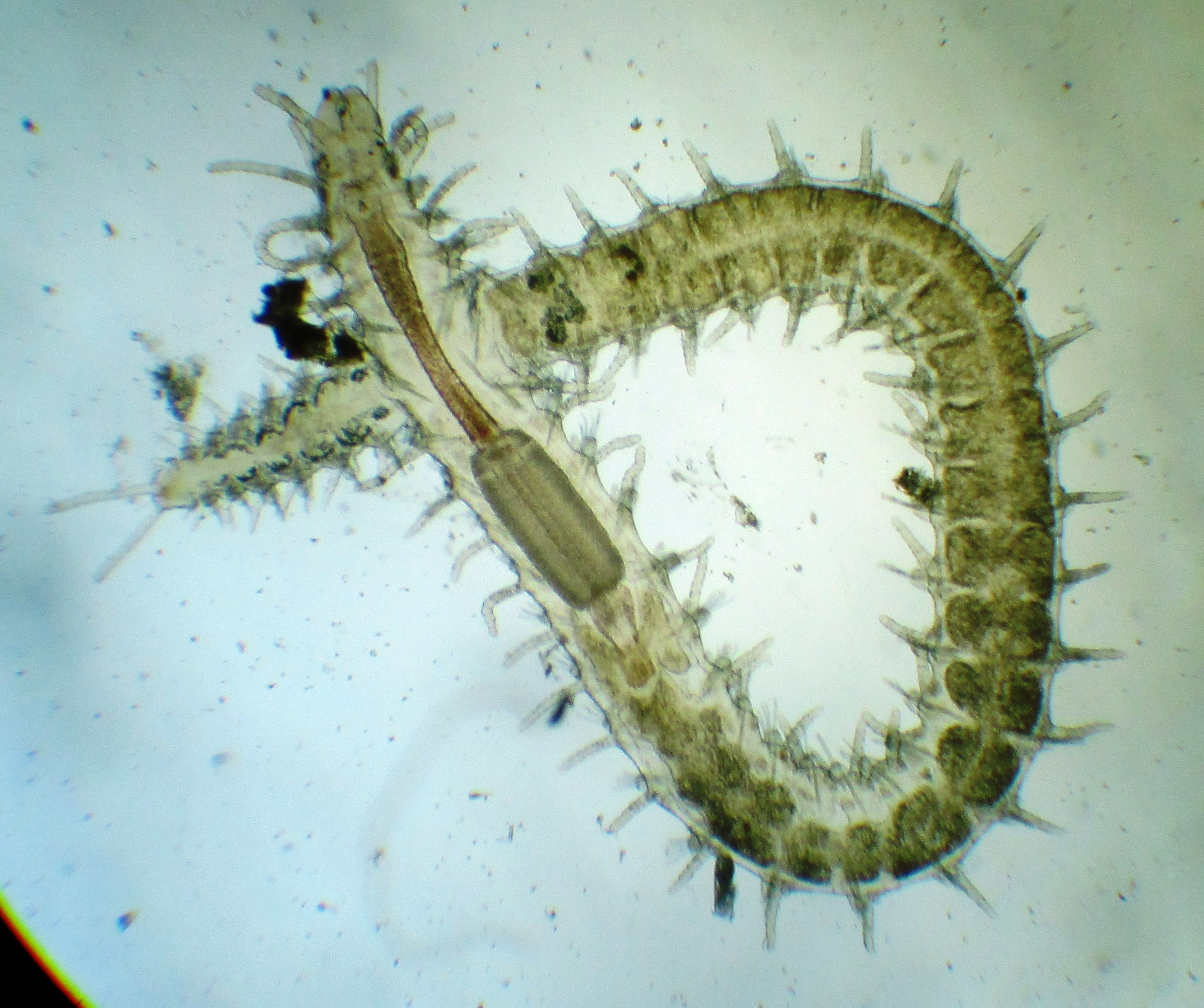
Syllis gracilis, un Syllidae.
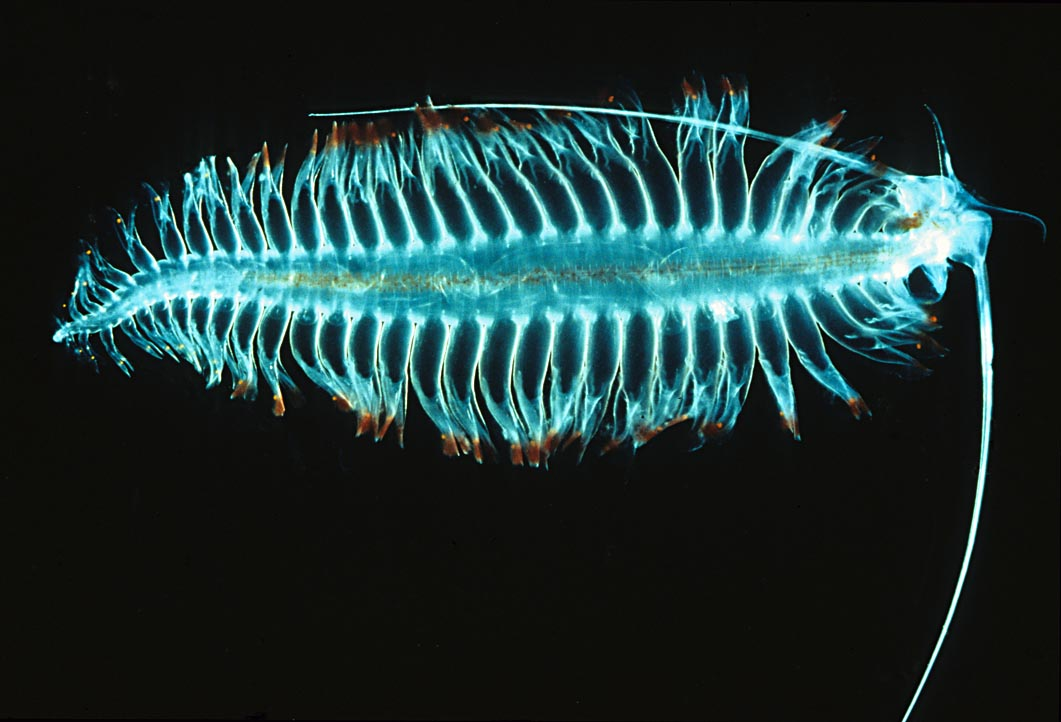
Tomopteris sp., un Tomopteridae.